# Rensonia
Rensonia es un género monotípico de plantas fanerógamas de la familia de las asteráceas. Su única especie, Rensonia salvadorica, es originaria de El Salvador, Costa Rica, Guatemala y México.

## Taxonomía
Rensonia salvadorica fue descrita por Sidney Fay Blake y publicado en Journal of the Washington Academy of Sciences 13(8): 145. 1923.